# Uruguaios
Uruguaios é a definição para o povo nascido na República Oriental do Uruguai, assim como um indivíduo nascido em outro país mas com ascendência uruguaia ou até mesmo uma pessoa nascida em outro país, mas que passou pelo processo de "Naturalização", portanto, é essencial que a definição seja dada apenas quando a circunstância tiver alguma ligação com o país.